# Teoria de la ferradura
La teoria de la ferradura és en la ciència política i el discurs popular, la teoria que afirma que l'⁣extrema esquerra i l'⁣extrema dreta, en lloc d'estar en extrems oposats i oposats d'un continu polític lineal, s'assemblen molt entre si, de manera anàloga a la manera en què els extrems oposats s'assemblen a una ferradura estan junts.
La teoria s'atribueix al filòsof i escriptor francès Jean-Pierre Faye. Els defensors assenyalen una sèrie de similituds percebudes entre els extrems i al·leguen que tots dos tenen tendència a donar suport a l'autoritarisme o al totalitarisme. Diversos politòlegs han criticat la teoria.

## Origen
La metàfora de la ferradura es va utilitzar ja durant la República de Weimar per descriure la ideologia del Front Negre.
L'ús posterior del terme en teoria política es va veure al llibre de 2002 de Jean-Pierre Faye Le Siècle des idéologies (El segle de les ideologies). El llibre de Faye parla de l'ús de les ideologies (assenyala que ideologia és un parell de paraules gregues que es van unir en francès) arrelades en la filosofia dels règims totalitaris amb referència específica a Hitler, Nietzsche, Stalin i Marx.
Altres han atribuït que la teoria prové dels sociòlegs nord-americans Seymour Martin Lipset i Daniel Bell, així com de l'⁣escola pluralista. Com que la teoria també és popular a Alemanya, es diu que un col·laborador de la teoria és el politòleg alemany Eckhard Jesse.

## Ús modern
En un llibre de 2006, el politòleg nord-americà Jeff Taylor va escriure: «Pot ser més útil pensar en l'esquerra i la dreta com a dos components del populisme, amb l'elitisme residint al centre. L'⁣espectre polític pot ser lineal, però no és una línia recta. Té forma de ferradura». El mateix any, el terme es va utilitzar per discutir una ressorgint hostilitat cap als jueus i un nou antisemitisme tant de l'⁣extrema esquerra com de l'⁣extrema dreta.
En un assaig de 2008, Josef Joffe, un company visitant del grup de reflexió conservador Hoover Institution, va escriure:
| « | (anglès) Will globalization survive the gloom? The creeping revolt against globalization actually preceded the Crash of '08. Everywhere in the West, populism began to show its angry face at mid-decade. The two most dramatic instances were Germany and Austria, where populist parties scored big with a message of isolationism, protectionism and redistribution. In Germany, it was left-wing populism (Die Linke); in Austria it was a bunch of right-wing parties that garnered almost 30% in the 2008 election. Left and right together illustrated once more the horseshoe theory of modern politics: As the iron is bent backward, the two extremes almost touch. | (català) Sobreviurà la globalització a la foscor? La revolta empinada contra la globalització va precedir en realitat el Crash del '08. A tot arreu a Occident, el populisme va començar a mostrar la seva cara enfadada a mitjans de la dècada. Els dos casos més dramàtics van ser Alemanya i Àustria, on els partits populistes van obtenir grans puntuació amb un missatge d'aïllacionisme, proteccionisme i redistribució. A Alemanya, era populisme d'esquerres (Die Linke); a Àustria va ser un grup de partits de dretes que va obtenir gairebé el 30% a les eleccions del 2008. Esquerra i dreta junts van il·lustrar una vegada més la teoria de la ferradura de la política moderna: quan el ferro es doblega cap enrere, els dos extrems gairebé es toquen. | » |
| — | | |   |

El 2015, el musulmà reformista Maajid Nawaz va invocar la teoria de la ferradura per lamentar una tendència comuna en ambdós extrems cap a la compilació i la publicació de llistes d'enemics polítics ; va afegir:
| « | (anglès) As the political horseshoe theory attributed to Jean-Pierre Faye highlights, if we travel far-left enough, we find the very same sneering, nasty and reckless bully-boy tactics used by the far-right. The two extremes of the political spectrum end up meeting like a horseshoe, at the top, which to my mind symbolizes totalitarian control from above. In their quest for ideological purity, Stalin and Hitler had more in common than modern neo-Nazis and far-left agitators would care to admit. | (català) Tal com destaca la teoria política de la ferradura atribuïda a Jean-Pierre Faye, si viatgem prou per l'esquerra, trobem les mateixes tàctiques burlones, desagradables i temeràries utilitzades per l'extrema dreta. Els dos extrems de l'espectre polític s'acaben trobant com una ferradura, al cim, que al meu parer simbolitza el control totalitari des de dalt. En la seva recerca de la puresa ideològica, Stalin i Hitler tenien més coses en comú del que els neonazis moderns i els agitadors d'extrema esquerra voldrien admetre. | » |
| — | | |   |

En un article del 2018 per a Eurozine, How Right Is the Left?, Kyrylo Tkachenko va escriure sobre la causa comuna trobada recentment entre ambdós extrems a Ucraïna:
| « | (anglès) The pursuit of a common political agenda is a trend discernible at both extremes of the political spectrum. Though this phenomenon manifests itself primarily through content-related overlaps, I believe there are good reasons to refer to it as a red-brown alliance. Its commonalities are based on shared anti-liberal resentment. Of course, there remain palpable differences between far left and the far right. But we should not underestimate the dangers already posed by these left-right intersections, as well as what we might lose if the resentment-driven backlash becomes mainstream. | (català) La recerca d'una agenda política comuna és una tendència perceptible als dos extrems de l'espectre polític. Tot i que aquest fenomen es manifesta principalment a través de superposicions relacionades amb el contingut, crec que hi ha bones raons per referir-s'hi com a aliança vermell-marró. Els seus punts en comú es basen en un ressentiment antiliberal compartit. Per descomptat, hi ha diferències palpables entre l'extrema esquerra i l'extrema dreta. Però no hem de subestimar els perills que ja suposen aquestes interseccions esquerra-dreta, així com el que podríem perdre si la reacció impulsada pel ressentiment es converteix en corrent. | » |
| — | | |   |

En un article del 2021 per a Reason, Katherine Mangu-Ward va escriure:
| « | (anglès) Horseshoe theory is typically used to explain why 20th century communists and fascists seemed to have so much in common, though it likely predates the last century. But in the United States in 2021, a softer version of this iron law is at play, with the center-left and the center-right mushily converging toward expensive authoritarian policies that look astonishingly similar despite their supposedly opposite goals. Still a horseshoe, but more like one of the marshmallow ones you can find in bowls of Lucky Charms. | (català) La teoria de la ferradura s'utilitza normalment per explicar per què els comunistes i els feixistes del segle XX semblaven tenir tan en comú, tot i que probablement és anterior al segle passat. Però als Estats Units l'any 2021 es divulgà una versió més suau d'aquesta llei de ferro, amb el centreesquerra i el centredreta convergint cap a unes polítiques autoritàries cares que semblen sorprenentment semblants malgrat els seus objectius suposadament oposats. Encara és una ferradura, però més semblant a un dels malva viscos que pots trobar als bols de Lucky Charms. | » |
| — | | |   |

La teoria també s'ha citat en referir-se a les organitzacions d'extrema dreta i d'extrema esquerra nord-americanes que donen suport a Putin en la invasió russa d'Ucraïna el 2022.

## Crítica
La teoria de la ferradura no gaudeix de suport dins dels cercles acadèmics; Les investigacions revisades per parells dels politòlegs sobre el tema són escassos i els estudis existents generalment han contradit les seves premisses centrals.
Chip Berlet ha caracteritzat la teoria com una simplificació excessiva de les ideologies polítiques, ignorant les diferències fonamentals entre elles.
Paul HP Hanel, un investigador associat, va escriure:
| « | (anglès) Likewise, some even argue that all extremists, across the political left and right, in fact, support similar policies, in a view known as horseshoe theory. However, not only do recent studies fail to support such beliefs, they also contradict them[…] Van Hiel also found that left-wing respondents reported significantly lower endorsement of values associated with conservation, self-enhancement, and anti-immigration attitudes compared to both moderate and right-wing activists, with individuals on the right reporting greater endorsement of such values and attitudes[…] Overall, van Hiel provided evidence demonstrating that Western European extremist groups are far from being homogenous, and left- and right-wing groups represent distinct ideologies. | (català) De la mateixa manera, alguns fins i tot argumenten que tots els extremistes, de l'esquerra i la dreta polítiques, de fet, donen suport a polítiques similars, en una visió coneguda com a teoria de ferradura. Tanmateix, els estudis recents no només no donen suport a aquestes creences, sinó que també les contradiuen[…] Van Hiel també va trobar que els enquestats d'esquerres van informar d'un aval significativament més baix dels valors associats a la conservació, l'autovaloració i les actituds anti-immigració. en comparació amb els activistes tant moderats com de dretes, amb individus de la dreta que denuncien un major suport a aquests valors i actituds […] En general, van Hiel va aportar proves que demostren que els grups extremistes d'Europa occidental estan lluny de ser homogenis, i d'esquerres i d'esquerres. els grups de dreta representen ideologies diferents. | » |
| — | | |   |

Simon Choat, professor sènior de teoria política a la Universitat de Kingston, critica la teoria de la ferradura des d'una perspectiva d'esquerres. Argumenta que les ideologies d'extrema esquerra i d'extrema dreta només comparteixen similituds en el sentit més vague, ja que totes dues s'oposen a l'⁣statu quo democràtic liberal; tanmateix, les dues parts tenen motius molt diferents i objectius molt diferents per fer-ho. Choat posa com a exemple el tema de la globalització; tant l'extrema esquerra com l'extrema dreta ataquen la globalització neoliberal i les seves elits, però tenen opinions contradictòries sobre qui són aquestes elits i raons contradictòries per atacar-les:
| « | (anglès) For the left, the problem with globalisation is that it has given free rein to capital and entrenched economic and political inequality. The solution is therefore to place constraints on capital and/or to allow people to have the same freedom of movement currently given to capital, goods, and services; they want an alternative globalisation. For the right, the problem with globalisation is that it has corroded supposedly traditional and homogeneous cultural and ethnic communities – their solution is therefore to reverse globalisation, protecting national capital and placing further restrictions on the movement of people. | (català) Per a l'esquerra, el problema de la globalització és que ha donat via lliure al capital i ha consolidat la desigualtat econòmica i política. La solució és, doncs, posar restriccions al capital i/o permetre que les persones tinguin la mateixa llibertat de moviment que actualment es dona al capital, béns i serveis; volen una globalització alternativa. Per a la dreta, el problema de la globalització és que ha corroït comunitats culturals i ètniques suposadament tradicionals i homogènies; la seva solució és, per tant, "revertir" la globalització, protegint el capital nacional i posant més restriccions al moviment de persones. | » |
| — | | |   |

Choat també argumenta que encara que els defensors de la teoria de la ferradura poden citar exemples de suposada història de connivència entre feixistes i comunistes, els d'extrema esquerra solen oposar-se a l'ascens dels règims d'extrema dreta o feixistes als seus països. En canvi, argumenta que han estat els centristes els que han donat suport als règims d'extrema dreta i feixistes els que prefereixen al poder als socialistes.
Tot i que aquesta anàlisi acadèmica formal és bastant recent, la crítica a la teoria de la ferradura i els seus antecedents és de llarga data, i una base freqüent per a la crítica ha estat la tendència d'un observador d'una posició a agrupar moviments oposats. Ja el 1938, el teòric i polític marxista León Trotsky va escriure:
| « | (anglès) The fundamental feature of [arguments comparing disparate political movements] lies in their completely ignoring the material foundation of the various currents, that is, their class nature and by that token their objective historical role. Instead they evaluate and classify different currents according to some external and secondary manifestation[…] To Hitler, liberalism and Marxism are twins because they ignore blood and honour. To a democrat, fascism and Bolshevism are twins because they do not bow before universal suffrage[…] Different classes in the name of different aims may in certain instances utilise similar means. Essentially it cannot be otherwise. Armies in combat are always more or less symmetrical; were there nothing in common in their methods of struggle they could not inflict blows upon each other. | (català) La característica fonamental dels [arguments que comparen moviments polítics dispars] rau en ignorar completament el fonament material dels diversos corrents, és a dir, la seva naturalesa de classe i, per tant, el seu paper històric objectiu. En canvi, avaluen i classifiquen diferents corrents segons alguna manifestació externa i secundària[…] Per a Hitler, liberalisme i marxisme són bessons perquè ignoren la sang i l'honor. Per a un demòcrata, el feixisme i el bolxevisme són bessons perquè no s'inclinen davant el sufragi universal[…] Les diferents classes en nom d'objectius diferents poden, en certs casos, utilitzar mitjans similars. En el fons no pot ser d'una altra manera. Els exèrcits en combat són sempre més o menys simètrics; si no hi hagués res en comú en els seus mètodes de lluita, no podrien infligir-se cops els uns als altres. | » |
| — | | |   |